# ヨハン・ヨハンソン
ヨハン・ヨハンソン（Jóhann Gunnar Jóhannsson、アイスランド語発音: [ˈjouːhan ˈjouːhansɔn]/原語の発音：ヨーハン・ヨーハンッソン、1969年9月19日 - 2018年2月9日）は、アイスランド出身の作曲家、鍵盤楽器奏者。
1980年代後半から音楽活動を始め、いくつかのバンドに加入しては解散を繰り返した後、テレビや映画、演劇への楽曲提供に活躍の場を見出した。

## 経歴
1999年、レイキャヴィークにあるアーティスト集団兼レーベルの「キッチン・モーターズ」を、キラ・キラやヒルマー・イエンソンと共同で設立した。
同年、同レーベルが主催するコンサートに参加するため、4人のオルガン奏者と1人のドラマーと共に「アパラット・オルガン・カルテット」を結成した。
2002年の自身初のアルバム『エングラボルン』は好評をもって迎えられた。
2006年、イギリスのレーベル「Touch」から、同じくイギリスの「4AD」に移籍し、アルバム『IBM 1401, A User's Manual』をリリースした。
作曲作品の用途は、映画音楽からコンテンポラリー・ダンスとのコラボレーションまで幅広い。そのジャンルも、初期はパンク・ロック、またポストクラシカルやエレクトロニカと様々である。マックス・リヒターとともにポストクラシカルの代表的なアーティストとして紹介されることが多い。
2014年公開の映画『博士と彼女のセオリー』で作曲を務め、第72回ゴールデングローブ賞で作曲賞を受賞した。
2018年2月9日、ドイツ・ベルリンのアパートで死亡しているのが発見された。毒物検査の報告によると、死因はコカインとインフルエンザ治療薬の薬物併用摂取による急性薬物中毒死の可能性が高いと見られている。
2018年に公開された『プーと大人になった僕』の楽曲を手がける予定だったが、彼の死により実現しなかった。

## フィルモグラフィ
※すべてスコアを担当。
| 公開 | タイトル                                      | 備考                             |
| ---- | --------------------------------------------- | -------------------------------- |
| 2009 | ラブ・クライム Personal Effects               |                                  |
| 2012 | 二重生活 浮城謎事                             |                                  |
| 2013 | 悪童日記 A nagy füzet                         |                                  |
| 2013 | プリズナーズ Prisoners                        |                                  |
| 2014 | ブラインド・マッサージ 推拿                   | ヨナス・コルストロプと共同       |
| 2014 | 博士と彼女のセオリー The Theory of Everything |                                  |
| 2015 | ボーダーライン Sicario                        |                                  |
| 2015 | トラップ 凍える死体 Ófærð                     | TVシリーズ                       |
| 2016 | ラブソングに乾杯 Lovesong                     |                                  |
| 2016 | メッセージ Arrival                            |                                  |
| 2017 | マザー! mother!                               | 未使用                           |
| 2017 | ブレードランナー2049 Blade Runner 2049        | 未使用                           |
| 2018 | マンディ 地獄のロード・ウォリアー Mandy       | 遺作                             |
| 2018 | 喜望峰の風に乗せて The Mercy                  |                                  |
| 2018 | マグダラのマリア Mary Magdalene               | ヒドゥル・グドナドッティルと共同 |
| 2018 | シャドウプレイ 風中有朶雨做的云               | ヨナス・コルストロプと共同       |
| 2020 | 最後にして最初の人類 Last and First Men       | 兼監督                           |

## ディスコグラフィ

### ソロ・アルバム
- 『エングラボルン』 - Englabörn (2002年、Touch)
- Virðulegu Forsetar (2004年、Touch)
- IBM 1401, A User's Manual (2006年、12 Tónar、4AD)
- 『フォードランディア』 - Fordlandia (2008年、4AD)
- And in the Endless Pause There Came the Sound of Bees (2009年、12 Tónar、NTOV)
- End of Summer (2015年、Sonic Pieces) ※ヒドゥル・グドナドッティル、ロバート・アイキ・オーブリー・ロウ（英語版） とのコラボレーション
- 『オルフェ』 - Orphée (2016年、ドイツ・グラモフォン)[6]
- Gold Dust (2021年)
- Drone Mass (2022年)

### シングル
- The Sun’s Gone Dim And The Sky’s Turned Black (2006年、4AD)

### 映画スコア・アルバム
- Dís (2004年、12 Tónar)
- The Miners' Hymns (2011年、12 Tónar)
- Free The Mind (2012年、NTOV)
- 『コペンハーゲン・ ドリームス』 - Copenhagen Dreams (2012年、12 Tónar)
- Prisoners (2013年、ウォータータワー・ミュージック（英語版）)
- McCanick by John C. Waller (2014年、ミラン・レコーズ（英語版）)
- I Am Here (2014年、Ash International) ※B.J. Nilsenと共同
- 『博士と彼女のセオリー』オリジナル・サウンドトラック -  The Theory of Everything (2014年、Back Lot Music)
- Sicario (2015年、ヴァレーズ・サラバンド・レコーズ)
- 『メッセージ』 オリジナル・サウンドトラック - Arrival (2016年、Deutsche Grammophon)
- The Mercy (2018年、Deutsche Grammophon)
- Mary Magdalene (2018年、Milan Records)
- Mandy (2018年、Lakeshore/Invada)
- 『最後にして最初の人類（英語版）』オリジナル・サウンドトラック - Last And First Men (2020年、Deutsche Grammophon)

### 作詞・作曲
- The Astronaut / JIN（2022年、BIGHIT MUSIC）